# ميشيل فابريزيو
ميشيل فابريزيو (بالإيطالية: Michel Fabrizio)‏ مواليد 17 سبتمبر 1984 في إيطاليا، هو متسابق دراجات نارية إيطالي. نافس في سباقات بطولة العالم لفئة 125 سي سي. كما شارك في بطولة العالم للسوبربايك وبطولة العالم للسوبرسبورت وبطولة العالم للموتو جي بي.

## روابط خارجية
- ميشيل فابريزيو على موقع MotoGP.com (الإنجليزية)
- ميشيل فابريزيو على موقع WorldSBK.com (الإنجليزية)
- ميشيل فابريزيو على موقع CONI honoured athlete website (الإيطالية)
- ميشيل فابريزيو على موقع CONI honoured athlete website (الإيطالية)